# Railexperts
Railexperts is een Nederlandse spoorwegmaatschappij gevestigd in de Utrechtse plaats Soesterberg. Het bedrijf levert incidenteel personenvervoer per trein zoals festivaltreinen en stoomtreinritten. De Alpen Express-verbinding tussen Nederland en Oostenrijk wordt samen met Treinreiswinkel uitgevoerd. Ook wordt er vervoer van bijzondere transporten over rails aangenomen.

## Opstartfase
Nadat The Train Company, het bedrijf achter de zogenaamde Bergland Expres, failliet ging in maart 2009, werd later dat jaar door een ex-medewerker Railexperts opgericht. Het bedrijf specialiseerde zich in het begin op het rijden van wintersporttreinen naar Oostenrijk. Een aantal weken in de winter reed dan ook de Wintershuttle naar Oostenrijk. Op 26 februari 2010 reed de allereerste trein onder de naam van Railexperts. In 2013 werd de Wintershuttle samengevoegd met de Krokus Express van Treinreiswinkel. In 2011 verzorgde Railexperts de tractie voor de Sziget Express-treinen naar het Hongaarse Sziget-festival. Hiervoor werd de 9901 van LOCON Benelux B.V. gehuurd, die op 5 augustus 2011 de eerste Sziget Express reed.

## De eerste vaste treinverbindingen
Ook in 2012 worden wintersporttreinen naar Oostenrijk en de Sziget Express naar Hongarije gereden. Sindsdien organiseert het bedrijf ook besloten ritten voor gezelschappen. Een voorbeeld hiervan is de jaarlijks in augustus rijdende GayPartyTrain naar Amsterdam vanwege de Canal Parade. Vanaf 2014 verzorgt Railexperts de overbrengingsritten van de dan nieuwe NS 186 voor NS International. Ook oudere locomotieven uit de serie 186 worden door Railexperts overgebracht. De meeste van deze locs gaan dan naar het Duitse Dessau voor onderhoud bij Bombardier. Voor deze transporten wordt wederom materieel gehuurd bij Locon. Vanaf het winterseizoen 2016/2017 rijdt Railexperts samen met de Treinreiswinkel de Alpen Express vanuit Nederland naar Oostenrijk. Op 15 september 2017 wordt Railexperts officieel toegelaten als volledige vervoerder, zodat ze zelfstandig treinen mogen rijden op het Nederlandse net. Railexperts (mede)organiseert vanaf 2017 ook ritten met museummaterieel door Nederland. Onder andere treinen van de Stoom Stichting Nederland en Stichting Hondekop reden onder de vlag van Railexperts door Nederland.

## Materieel
In 2016 werd ervoor gekozen om minder afhankelijk te worden van andere spoorvervoerders en zelf door te groeien naar een zelfstandige vervoerder. In 2017 verwierf het bedrijf zijn eerste eigen locomotief, de 9901 van Locon. Deze locomotief heeft de jaren ervoor al vaker gereden voor Railexperts. Op 6 juni 2017 nam Railexperts de loc officieel over en op 15 juni 2017 was de eerste inzet voor een trein van Railpromo.
In december 2017 werd er een tweede locomotief gehuurd, de 1251 van Fairtrains. De voormalige EETC-loc diende vooral als reserve bij problemen met de 9901 tijdens het wintersportseizoen. Voor de rangeerklussen op o.a. de Watergraafsmeer tijdens het winterseizoen, werd de 6703 van Jacko Fijn Techniek gehuurd. Deze loc kreeg in april 2018 een nieuwe schilderbeurt, waarbij de loc verscheen met RXP-stickers. Sinds december 2018 wordt bij VEB Tractie de 201 093 (DR V100) gehuurd: deze locomotief werd als eerste tijdens het winterseizoen 2018/2019 ingezet voor rangeerklussen op de Watergraafsmeer. 
Gedurende de winterperiode wordt soms nog materieel gehuurd. Tijdens het winterseizoen 2018/2019 werd de 186 451 van Lineas ingehuurd voor de Krokus Express naar Oostenrijk. Voor de Alpen Express werden onder andere 186 295 en 186 182, eveneens van Lineas, gehuurd. Voor de Alpen Expressen gedurende het seizoen 2019/20 huurt Railexperts voor het gedeelte tussen Venlo en Oostenrijk Vectrons van SBB Cargo International. Op 22 december 2019 reed de 193 257 onder naam van Railexperts voor het eerst met een personentrein (leeg materieel) door Nederland, dit was de eerste inzet van een Vectron in Nederland voor een reizigerstrein. Voor de tweede slag van de Alpen Express die op vrijdag 21 februari 2020 naar Zell am See reed en op zondag 1 maart 2020 terug kwam, werd loc 186 293 van Lineas gehuurd. 
In juli 2020 nam Railexperts de zes overgebleven 1600-locomotieven van DB Cargo over, die op dat moment in afwachting van verkoop stonden op de Waalhaven. Op zaterdag 12 september werden de drie voor inzet bestemde 1600-en (respectievelijk de 1611, 1615 en 1616) samen met de 1618 en 1621 (beide van Captrain) gezamenlijk achter de 9901 van RXP richting Amersfoort versleept. De pluklocomotieven 1602, 1604, en 1614 werden diezelfde dag gestald op het depot van de Stoom Stichting Nederland nabij Rotterdam Noord Goederen, SSN stoomloc 23 023 sleepte de drie locs hun terrein op. Op 16 september 2020 werden de 'nieuwe' 9902 (1616) en 9903 (1611) gepresenteerd, voorzien van RXP-logo's langs de roosters en op de fronten. Op 26 september 2020 maakte de 9902 zijn eerste rit op eigen kracht sinds haar buitendienststelling in maart 2020; samen met de 9901 en Mat'64 904 van de Stichting Mat'64 ging het konvooi richting Rotterdam Noord Goederen. 
In de zomer van 2020 versleepte de 9901 dieselloc 505 (voorheen van EETC, DR V60) vanuit 's-Hertogenbosch (hier stond de loc al jaren opgesteld bij de sporen van de autoslaaptreinen) naar Roosendaal, alwaar de loc gereviseerd werd. De blauwe en inmiddels tot 6002 omgenummerde V60 werd op 26 augustus 2020 naar Amersfoort versleept door de 9901. Te Amersfoort werd zij voorzien van gele banden, waarmee ze haar oude ACTS-kleurstelling zoals die van de 1251 weer terugkreeg. De loc is verhuurd aan HSL Netherlands BV en voorzien van hun logo's. Zij verzorgt de last-mile service voor HSL's BLG-autotreinen uit Emden naar PON te Leusden vanaf het goederenemplacement te Amersfoort.

## Overzicht materieel van Railexperts
| Nummer  | In dienst sinds | Gehuurd van | Vorige eigenaar     | Verhuurd aan       | Standplaats     | Opmerkingen | Afbeelding |
| ------- | --------------- | ----------- | ------------------- | ------------------ | --------------- | ----------- | ---------- |
| 9901    | juni 2017       |             | LOCON Benelux B.V.  |                    | Kijfhoek        |             |            |
| 9902    | juli 2020       |             | DB Cargo            |                    | Amersfoort      | ex DBC 1616 |            |
| 9903    | juli 2020       |             | DB Cargo            |                    | Amersfoort      | ex DBC 1611 |            |
| 9904    | juli 2020       |             | DB Cargo            |                    | Amersfoort      | ex DBC 1615 |            |
| 1251    | december 2017   | Fairtrains  | EETC                |                    | Amersfoort      |             |            |
| 6703    | april 2018      |             | Jacko Fijn Techniek | LTE Netherlands BV | Europoort       |             |            |
| 6705    | begin 2019      |             | Jacko Fijn Techniek |                    | Amersfoort      |             |            |
| 201 093 | december 2018   | VEB Tractie | Railpro             |                    | Amersfoort      |             |            |
| 6002    | augustus 2020   |             | EETC                |                    | Eindhoven Acht  | ex EETC 505 |            |
| 6004    | augustus 2020   |             | EETC                |                    | Amersfoort      | ex EETC 501 |            |
| 6005    | augustus 2020   |             | EETC                | HSL Netherlands BV | Vlissingen Sloe | ex EETC 502 |            |
| 6006    | augustus 2020   |             | EETC                |                    | Amersfoort      | ex EETC 504 |            |